# 小行星2168
小行星2168（2168 Swope）是一颗围绕太阳公转的小行星。1955年9月14日，印第安纳大学在摩根县发现了此天体。
該小行星以美國天文學家亨麗埃塔·希爾·斯沃普命名。
該小行星的绝对星等为10.55784等。